# Lin Cheng-sheng
Lin Cheng-sheng (né en 1959) est un réalisateur taïwanais.

## Filmographie partielle
- 1996 : A Drifting Life (Chun hua meng lu)
- 1997 : Murmur of Youth (美麗在唱歌, Měilì zài chànggē)
- 1997 : Sweet Degeneration (放浪, Fàng Làng)
- 1999 : March of Happiness (天馬茶房, Tiānmǎ cháfáng)
- 2001 : Betelnut Beauty (愛你愛我, Ài nǐ ài wǒ)
- 2003 : Robinson Crusoé (魯賓遜漂流記, Lǔ bīn xùn piāoliú jì)
- 2005 : The Moon Also Rises (月光下，我記得, Yuèguāng xià, wǒ jìdé)
- 2013 : 27°C – Loaf Rock (世界第一麥方, Shìjiè dì yī mài fāng)
- 2015 : RailWay